# Anders Åkesson (miljöpartist)
Bo Anders Åkesson, född 29 juli 1965 i Västra Skrävlinge församling i Malmöhus län, är en svensk miljöpartistisk politiker. Han var tidigare Miljöpartiets sjukvårdspolitiska talesperson och hade från 2013 fram till oktober 2018 en plats i partistyrelsen.
Åkesson var regionråd från 2006 till 2018 och från 2016 till 2018 förste vice ordförande i regionstyrelsen i Region Skåne, med ansvar för sjuk- och tandvård. Han var ordförande för Utskottet för primärvård, psykiatri och tandvård.
Primärvården och psykiatrin har varit Åkessons hjärtefrågor. Han har tidigare varit yrkesverksam som undersköterska och sjuksköterska i 24 år (1982–2006).
I juni 2022 valdes Åkesson till ordförande för patientorganisationen Riksförbundet Hjärtlung.